# Choekyi Gyaltsen

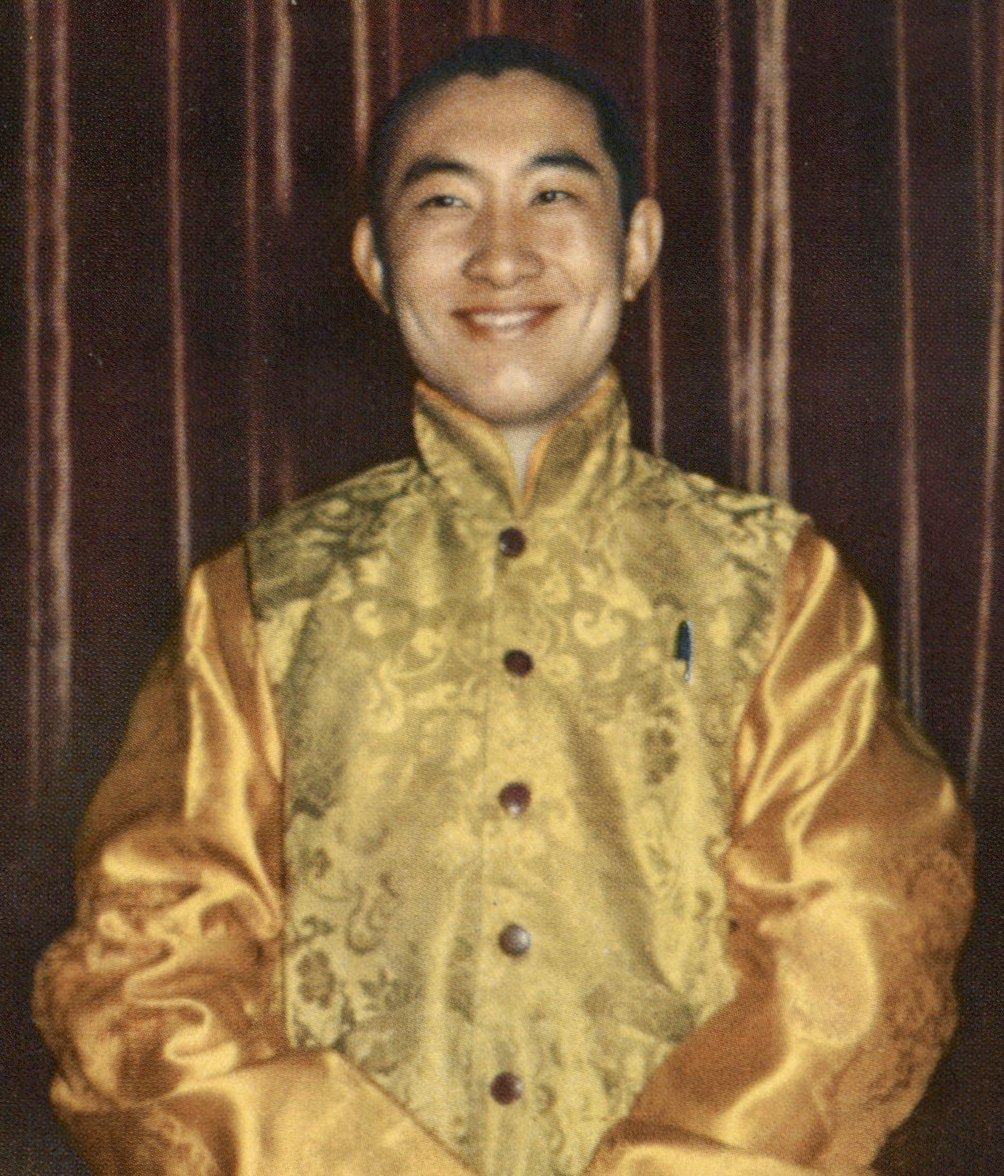

Lobsang Trinley Lhündrub Chökyi Gyaltsen (19 tháng 2 năm 1938 - 28 tháng 1 năm 1989) là Panchen Lama (Ban Thiền Lạt Ma) thứ mười của phái Gelug của Phật giáo Tây Tạng. Ông thường được gọi là Choekyi Gyaltsen (có thể là Choekyi Gyaltse, Choskyi Gyantsen, vv), mặc dù đây cũng là tên của một số nhân vật đáng chú ý khác trong lịch sử Tây Tạng.

## Tiểu sử
Đức Ban Thiền Lạt Ma thứ 10 được sinh ra tại Gonpo Tseten vào ngày 19 tháng 2 năm 1938 tại Huyện tự trị dân tộc Salar-Tuần Hóa ngày nay tại Thanh Hải, theo như lời của ông và Sonam Drolma (mẹ ông). Khi Ban Thiền Lạt Ma thứ chín qua đời năm 1937, hai cuộc tìm kiếm hóa thân của ông cùng một lúc đã tạo ra hai ứng cử viên cạnh tranh, với chính phủ ở Lhasa (người đã chọn một cậu bé từ Tây Khang) và các quan chức của Ban Thiền Lạt Ma thứ chín (người đã chọn Tseten) trong cuộc xung đột. Chính phủ Cộng hòa Trung Hoa, sau đó bị lôi kéo vào cuộc Nội chiến Trung Quốc, tuyên bố ủng hộ Tseten vào ngày 3 tháng 6 năm 1949. Guan Jiyu, người đứng đầu Ủy ban Mông Cổ và Tây Tạng, đã gia nhập Thống đốc Ngân hàng Thanh Hải Ma Bufang của Quốc Dân Đảng chủ trì lễ tang của Tseten Ngày 11 tháng 6 là Choekyi Gyaltsen tại tu viện Kumbum.. Chính phủ của Đạt Lai Lạt Ma ở Lhasa vẫn từ chối thừa nhận Gyaltsen.
Quốc Dân Đảng muốn sử dụng Gyaltsen để tạo ra một căn cứ chống cộng rộng lớn ở Tây Nam Trung Quốc. Quốc Dân Đảng đã hoạch định một kế hoạch mà 3 sư đoàn Khampa sẽ được Panchen Lama hỗ trợ để chống lại Cộng sản.
Khi Lhasa phủ nhận Gyaltsen lãnh thổ mà Panchen Lama theo truyền thống kiểm soát, ông đã yêu cầu Ma Bufang giúp ông dẫn đầu một đội quân chống lại Tây Tạng vào tháng 9 năm 1949. Ma cố gắng thuyết phục Panchen Lama đến với chính phủ Quốc Dân Đảng tới Đài Loan khi chiến thắng của Cộng sản tiến đến, nhưng Panchen Lama tuyên bố ủng hộ Cộng hòa Nhân dân Trung Hoa. Đức Panchen Lama, không giống như Đức Đạt Lai Lạt Ma, đã tìm cách kiểm soát việc ra quyết định. Ngoài ra, chế độ của Đạt Lai Lạt Ma còn lúng túng, và chính phủ của ông cho thấy sự sơ suất trong công việc, Quốc Dân Đảng sử dụng điều này để mở rộng chế độ Lhasa của Đức Đạt Lai Lạt Ma.

## Sự nghiệp chính trị
Đức Panchen Lama ủng hộ tuyên bố chủ quyền Tây Tạng của Trung Quốc và các chính sách cải cách của TQ đối với Tây Tạng. Đài phát thanh Bắc Kinh đã phát lệnh kêu gọi lãnh đạo tôn giáo kêu gọi Tây Tạng được "giải phóng" vào Tây Tạng, tạo áp lực lên chính phủ Lhasa để đàm phán với Cộng hòa Nhân dân Trung Hoa. Năm 1951, Đức Panchen Lama được mời đến Bắc Kinh khi phái đoàn Tây Tạng đang ký kết Hiệp định 17 điểm và điện báo Đức Đạt Lai Lạt Ma thực hiện Hiệp định. Ông được Đức Đạt Lai Lạt Ma thứ 14 công nhận khi họ gặp nhau vào năm 1952.
Vào tháng 9 năm 1954, Đức Đạt Lai Lạt Ma và Đức Panchen Lama đã tới Bắc Kinh tham dự phiên họp đầu tiên của Đại hội toàn quốc lần đầu tiên, gặp Mao Trạch Đông và các nhà lãnh đạo khác . Ông Panchen Lama đã sớm được bầu làm Ủy viên Thường vụ của Quốc hội và tháng 12 năm 1954 ông trở thành Phó Chủ tịch Hội nghị Cố vấn Chính trị Nhân dân Trung Hoa. Năm 1956,Panchen Lama đã đi đến Ấn Độ trong một cuộc hành hương cùng với Đức Đạt Lai Lạt Ma. Khi Đức Đạt Lai Lạt Ma trốn sang Ấn Độ năm 1959, Panchen Lama công khai ủng hộ chính phủ Trung Quốc, và người Trung Quốc đã đưa ông tới Lhasa và làm ông chủ tịch Ủy ban Trù bị cho Vùng tự trị Tây Tạng.